# LDN (노래)
"LDN"(London 의 인터넷 슬랭)은 2006년 9월 25일에 영국에 발매된 릴리 앨런의 싱글 앨범이며 Future Cut에서 기획을 담당하였다.

## 특징
LDN의 가사는 릴리 앨런이 고향인 런던의 거리를 자전거를 타고 다니는 것을 묘사했다.
도시 생활의 여러 에피소드가 묘사되어 있는 것을 볼 수 있으며 상당히 경쾌한 풍의 곡이다.

## 곡 목록
| - UK CD1 1. "LDN" – 3:13 2. "Nan You're a Window Shopper" – 2:59 - UK CD2 1. "LDN" – 3:13 2. "Naïve" – 3:46 3. "LDN" (Warbox Original Cut Dub) – 3:55 4. "LDN" (Video) – 3:53 - Digital EP 1. "LDN" (Acoustic Live at Bush Hall) – 4:01 2. "LDN" (Wookie Remix) – 3:13 3. "LDN" (Crack Whore Riddim) – 5:14 4. "LDN" (Switch Remix) – 6:17 5. "LDN" (Warbox Original Cut Dub) – 3:54 | - Digital Download 1. "LDN" – 3:13 2. "Nan You're A Window Shopper" – 2:59 3. "Naive" – 3:46 4. "LDN" (Acoustic Live At Bush Hall) – 3:17 - 7" Vinyl 1. "LDN" – 3:13 2. "Nan You're a Window Shopper" – 2:59 - 7" Vinyl – Limited Edition 1. "LDN" – 3:13 2. "Knock 'Em Out" – 2:54 |